# Scharlakenbos
Het Scharlakenbos is een bos van ongeveer vijf hectare groot aan de zuidzijde van het Groningse dorp Haren. Het is genoemd naar een boerderij, de Scharlakenhof. 

## Geschiedenis
Het gebied waar nu het Scharlakenbos is, bestond rond 1850 uit veen- en heidegrond, en heette destijds Pieperspoelen. Nadat het verkocht was aan de familie De Sitter, werd er begonnen aan de ontginning. Er werd een boerderij gebouwd, die de Scharlakenhof heette. Deze boerderij werd geërfd door C.C. Geertsema.
Rond 1900 beplantte deze Geertsema een deel van zijn voor de landbouw minder interessante landerijen met eiken, het werd daarom ook wel Geertsemabos genoemd.

## Ecologie
Het veel bezochte wandelgebied is in beheer van de gemeente Groningen die de natuur er grotendeels zijn gang laat gaan. Er staat een variatie aan loof- en naaldbomen, waaronder lijsterbes, berk, zomereik, beuk, witte acacia en de den. Slangenwortel en pilvaren, planten die in Nederland zeldzaam zijn geworden komen er voor. In het gebied bevindt zich ook een kleine pingoruïne.

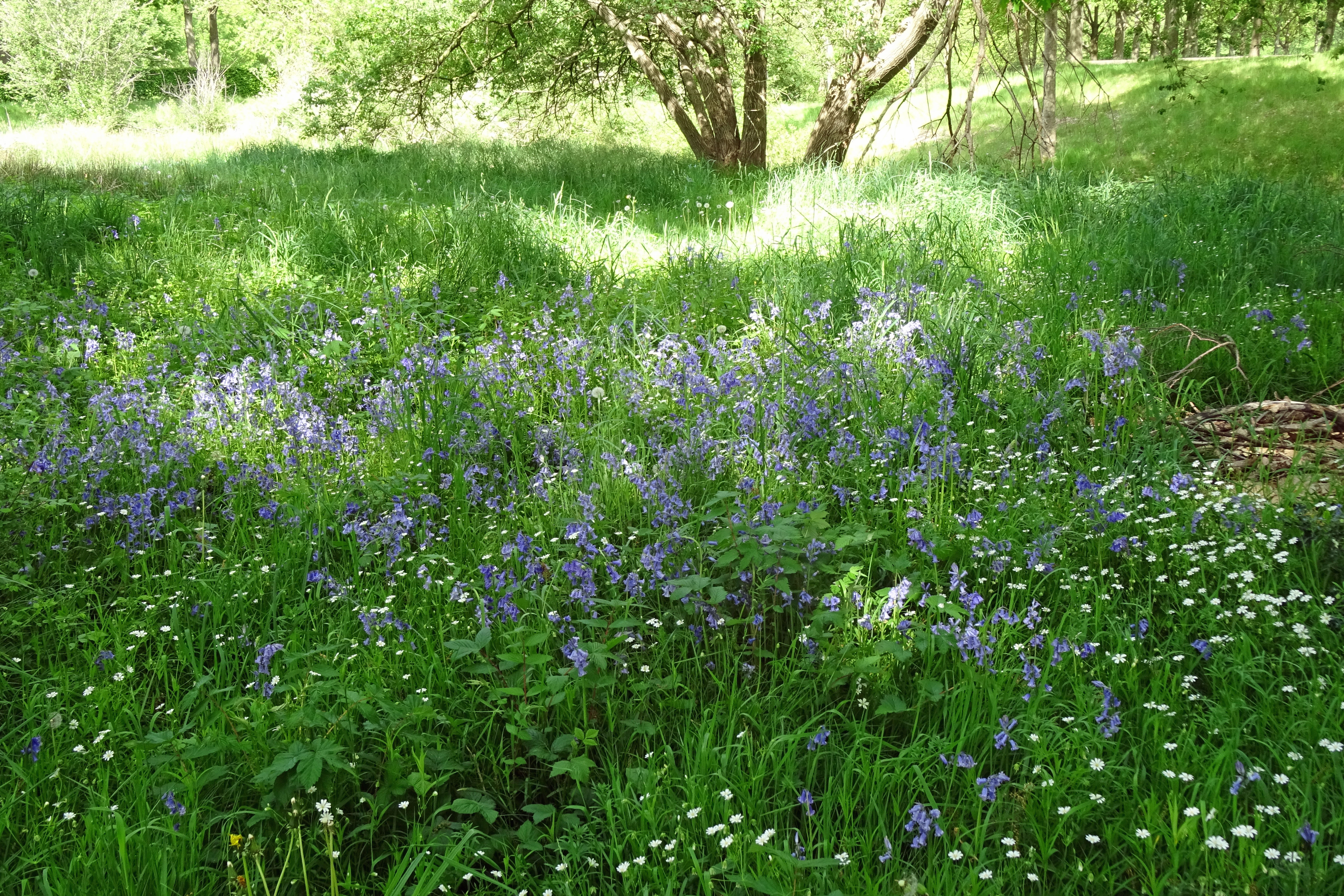
Veldje met wilde hyacinten in het Scharlakenbos (Haren)